# انکو رومو
انکو رومو (انگلیسی: Eneko Romo؛ زادهٔ ۱۹ ژانویهٔ ۱۹۷۹) بازیکن فوتبال اهل اسپانیا است.
از باشگاه‌هایی که در آن بازی کرده‌است می‌توان به باشگاه فوتبال ایبار، باشگاه فوتبال رایو وایکانو، باشگاه فوتبال دپورتیوو آلاوس، و باشگاه فوتبال اتلتیک بیلبائو بی اشاره کرد.